# Costa Ronin

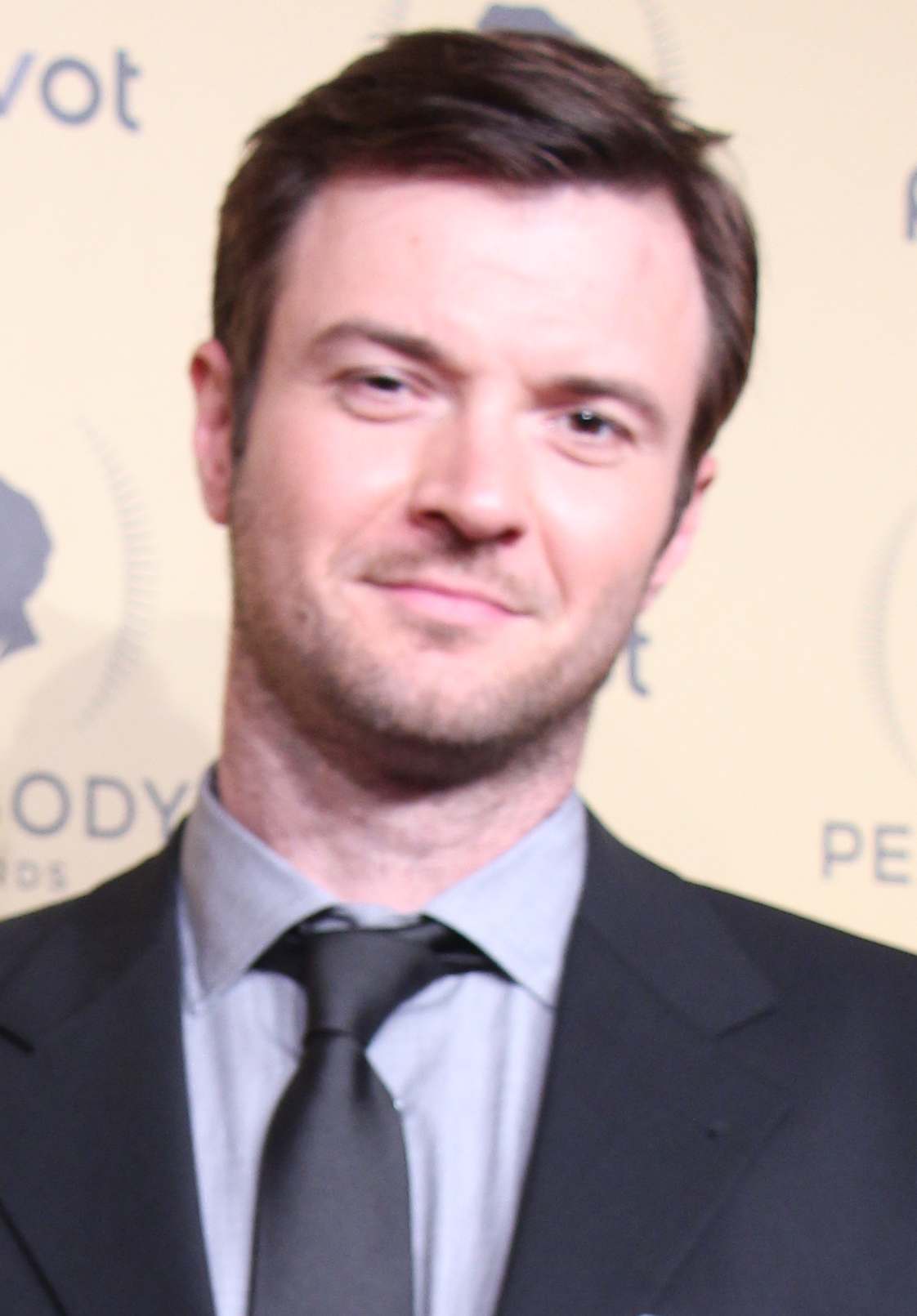
Costa Ronin (2015)

Costa Ronin (* 3. Februar 1979 in Kaliningrad, ehem. Russische SFSR, Sowjetunion als Costa Chagoubatov) ist ein australisch-russischer Schauspieler, der vor allem durch die Rolle des Oleg Burov in der Serie The Americans bekannt wurde. 

## Leben
Costa Ronin wurde in Kaliningrad, welches damals noch zur Sowjetunion gehörte, geboren. 1996 zog er mit seiner Mutter in die neuseeländische Hauptstadt Wellington. Später studierte er Internationale Beziehungen und Politikwissenschaften an der Victoria University of Wellington, bevor er, 2001, erst nach Perth, und später nach Sydney, in Australien zog.
Ronin übernahm seine erste Schauspielrolle im Jahr 1996 in dem Fernsehfilm Fatal Contact: Bird Flu in America. Nach einigen Auftritten in Kurz- und Fernsehfilmen übernahm er jeweils Nebenrollen in den Filmen Anyone You Want (2010) und Red Dog (2011). Nachdem er den Weg in die USA wagte, konnte er in einigen Serien in Gastrollen auftreten, darunter in Extant, Marvel’s Agent Carter, Scorpion, The Strain, Gotham oder Shooter. Seine Bekanntheit konnte Ronin vor allem durch die Rolle des Oleg Burov aus der Serie The Americans steigern, den er seit 2014 in über 60 Episoden darstellte. 2018 übernahm er in der siebten Staffel der Spionageserie Homeland als Yevgeny Gromov eine Nebenrolle, in der er auch 2020 in der finalen achten Staffel mitwirkte.
Im 2019 veröffentlichten Film Once Upon a Time in Hollywood des Regisseurs Quentin Tarantino übernahm Ronin die Rolle des Manson-Family-Opfers Wojciech Frykowski.
Ronin ist begeisterter Segler, was ihm von seinem Vater und Großvater bereits im Alter von 5 Jahren beigebracht wurde. Darüber hinaus ist er ein Motorrad-Fan. Er lebte eine Zeit lang in einem Vorort von Sydney und zog dann nach Los Angeles.

## Filmografie (Auswahl)
- 2006: Fatal Contact: Bird Flu in America (Fernsehfilm)
- 2006: The Last Resort
- 2007: Just Married (Kurzfilm)
- 2007: The Circuit (Mini-Serie, Episode 1x06)
- 2009: False Witness (Fernsehfilm)
- 2009: Old War (Kurzfilm)
- 2009: Immobile (Kurzfilm)
- 2009: East West 101 (Fernsehserie, Episode 2x02)
- 2010: Anyone You Want
- 2011: Red Dog
- 2014: Extant (Fernsehserie, Episode 1x04)
- 2014–2018: The Americans (Fernsehserie, 61 Episoden)
- 2015: Marvel’s Agent Carter (Fernsehserie, Episode 1x01)
- 2015: Scorpion (Fernsehserie, Episode 2x05)
- 2015: Agent X (Fernsehserie, Episode 1x10)
- 2016: The Strain (Fernsehserie, Episode 3x07)
- 2016: Gotham (Fernsehserie, 2 Episoden)
- 2016: The Midnighters
- 2017: Shooter (Fernsehserie, Episode 1x10)
- 2017: The Body Tree
- 2018: Head Full of Honey
- 2018: Splitting Up Together (Fernsehserie, 5 Episoden)
- 2018–2020: Homeland (Fernsehserie, 17 Episoden)
- 2019: Once Upon a Time in Hollywood
- 2020: Brighton Beach
- 2022: The Endgame (Fernsehserie)
- 2023: Völlig zerstört (Obliterated, Fernsehserie, 5 Episoden)
- 2023: I.S.S.